# Список видов семейства Nephilidae
Список всех описанных видов пауков семейства Nephilidae на 27 сентября 2013 года.

## Clitaetra
Clitaetra Simon, 1889
- Clitaetra clathrata Simon, 1907 — Западная Африка
- Clitaetra episinoides Simon, 1889 — Коморские острова
- Clitaetra irenae Kuntner, 2006 — Южная Африка
- Clitaetra perroti Simon, 1894 — Мадагаскар
- Clitaetra simoni Benoit, 1962 — Конго
- Clitaetra thisbe Simon, 1903 — Шри-Ланка

## Herennia
Herennia Thorell, 1877
- Herennia agnarssoni Kuntner, 2005 — Соломоновы Острова
- Herennia deelemanae Kuntner, 2005 — Борнео
- Herennia etruscilla Kuntner, 2005 — Ява
- Herennia gagamba Kuntner, 2005 — Филиппины
- Herennia jernej Kuntner, 2005 — Суматра
- Herennia milleri Kuntner, 2005 — Новая Гвинея, Новая Британия
- Herennia multipuncta (Doleschall, 1859) — от Индии до Китая, Борнео, Сулавеси
- Herennia oz Kuntner, 2005 — Северные Территории
- Herennia papuana Thorell, 1881 — Новая Гвинея
- Herennia sonja Kuntner, 2005 — Калимантан, Сулавеси
- Herennia tone Kuntner, 2005 — Филиппины

## Nephila
Nephila Leach, 1815
- Nephila antipodiana (Walckenaer, 1841) — Китай, от Филиппин до Новой Гвинеи, Соломоновы Острова, Квинсленд
- Nephila clavata L. Koch, 1878 — от Индии до Японии
  - Nephila clavata caerulescens Ono, 2011 — Япония
- Nephila clavipes (Linnaeus, 1767) — от США до Аргентины, Сан-Томе
  - Nephila clavipes fasciculata (De Geer, 1778) — от США до Аргентины
  - Nephila clavipes vespucea (Walckenaer, 1841) — Аргентина
- Nephila comorana Strand, 1916 — Коморские острова
- Nephila constricta Karsch, 1879 — Тропическая Африка
- Nephila cornuta (Pallas, 1772) — Гайана
- Nephila dirangensis Biswas & Biswas, 2006 — Индия
- Nephila edulis (Labillardiere, 1799) — Австралия, Новая Гвинея, Новая Каледония, Новая Зеландия
- Nephila fenestrata Thorell, 1859 — Южная Африка
  - Nephila fenestrata fuelleborni Dahl, 1912 — Восточная Африка
  - Nephila fenestrata venusta (Blackwall, 1865) — Западная, Центральная Африка
- Nephila inaurata (Walckenaer, 1841) — Маврикий, Родригез, Реюньон
  - Nephila inaurata madagascariensis (Vinson, 1863) — от Южной Африки до Сейшелл
- Nephila komaci Kuntner & Coddington, 2009 — Южная Африка, Мадагаскар
- Nephila kuhlii (Doleschall, 1859) — от Индии до Сулавеси
- Nephila laurinae Thorell, 1881 — от Китая до Соломоновых Островов
- Nephila pakistaniensis Ghafoor & Beg, 2002 — Пакистан
- Nephila pilipes (Fabricius, 1793) — от Индии до Китая, Филиппины, Австралия
  - Nephila pilipes malagassa (Strand, 1907) — Мадагаскар
- Nephila plumipes (Latreille, 1804) — Индонезия, Новая Гвинея, Австралия, Новая Каледония, Вануату, Соломоновы Острова, Новая Ирландия
- Nephila robusta Tikader, 1962 — Индия
- Nephila senegalensis (Walckenaer, 1841) — Западная Африка до Эфиопии
  - Nephila senegalensis annulata (Thorell, 1859) — Намибия, Южная Африка
  - Nephila senegalensis bragantina Brito Capello, 1867 — Центральная Африка
  - Nephila senegalensis hildebrandti Dahl, 1912 — Мадагаскар
  - Nephila senegalensis huebneri Dahl, 1912 — Восточная Африка
  - Nephila senegalensis keyserlingi (Blackwall, 1865) — Конго, Восточная Африка
  - Nephila senegalensis nyikae Pocock, 1898 — Восточная Африка
  - Nephila senegalensis schweinfurthi Simon, 1890 — Йемен
- Nephila sexpunctata Giebel, 1867 — Бразилия, Парагвай, Аргентина
- Nephila sumptuosa Gerstacker, 1873 — Восточная Африка, Сокотра
- Nephila tetragnathoides (Walckenaer, 1841) — Фиджи, Тонга, Ниуэ
- Nephila turneri Blackwall, 1833 — Западная, Центральная Африка
  - Nephila turneri orientalis Benoit, 1964 — Центральная, Восточная Африка
- Nephila vitiana (Walckenaer, 1847) — Индонезия, до Сулавеси до Фиджи, Тонга

## Nephilengys
Nephilengys L. Koch, 1872
- Nephilengys malabarensis (Walckenaer, 1841) — от Индии до Китая, Филиппины, Япония, Амбон
- Nephilengys papuana Thorell, 1881 — Новая Гвинея, Квинсленд

## Nephilingis
Nephilingis Kuntner, 2013
- Nephilingis borbonica (Vinson, 1863) — Реюньон
- Nephilingis cruentata (Fabricius, 1775) — Тропическая Африка, Южная Америка
- Nephilingis dodo (Kuntner & Agnarsson, 2011) — Маврикий
- Nephilingis livida (Vinson, 1863) — Мадагаскар, Коморские острова, Альдабра, Сейшеллы